# Kehlani
Kehlani Ashley Parrish (Oakland, California; 24 de abril de 1995) es una cantante, compositora y bailarina estadounidense del género R&B contemporáneo. Alcanzó fama inicialmente como miembro del grupo Poplyfe.
En 2014, lanzó su primer mixtape comercial, Cloud 19. En 2015, Kehlani lanzó su segundo mixtape comercial, You Should Be Here. En 2016, fue nominada para el Premio Grammy al mejor álbum urbano contemporáneo por You Should Be Here. Kehlani lanzó su primer álbum debut, SweetSexySavage, el 27 de enero de 2017.

## Primeros años
Kehlani Ashley Parrish nació el 24 de abril de 1995, en Oakland, California. Ha descrito su origen étnico como una mezcla de "negro, blanco, nativo americano, filipino y español". Su padre era afroamericano y a su madre la ha descrito como "mayoritariamente blanca, española y nativa americana". Fue adoptada y criada por su tía cuando su madre, que tenía una adicción a las drogas, cumplió condena en prisión. El padre de Kehlani, que también tenía una adicción a las drogas, murió cuando ella era un bebé. Durante su adolescencia, asistió a la Escuela de Artes de Oakland, donde inicialmente practicó la danza; particularmente el ballet y la danza moderna. 
Al principio de su vida, Kehlani aspiraba a entrenar como bailarina en la Juilliard School, pero tuvo una lesión en la rodilla en la secundaria, lo que la llevó a centrar su atención en el canto. Mientras vivía con su tía, Kehlani estuvo expuesta casi exclusivamente a artistas de R & B y neo soul como Lauryn Hill, Erykah Badu y Jill Scott, a quienes hoy describe como algunas de sus primeras influencias musicales. Cuando tenía 14 años, Kehlani fue reclutada para unirse a una banda pop cover local llamada PopLyfe.

## Carrera
La carrera de cantante de Kehlani comenzó de manera efectiva cuando comenzó como vocalista principal y miembro del grupo llamado PopLyfe. ¡La música de la banda fue producida por el exmiembro, D'Wayne Wiggins. Dentro de dos años, el grupo se realizó en todo el Área de la Bahía y otras ciudades. En 2011, se presentaron a una audición para la sexta temporada de America's Got Talent, y finalmente terminaron en el cuarto lugar. Durante su presentación final, el juez Piers Morgan le dijo a Kehlani: "Tienes verdadero talento, pero no creo que necesites el grupo".
Después del final de America's Got Talent, Kehlani dejó PopLyfe, debido a varias disputas administrativas y contractuales. Durante seis meses, evitó hacer cualquier cosa relacionada con la música por temor a ser demandada por la gerencia del grupo. En 2012 y 2013, Kehlani estaba efectivamente sin hogar, yendo de casa en casa y, a menudo, durmiendo en sofás. Durante su último año de escuela secundaria, se mudó a Los Ángeles, California, sin tutor legal. En 2013, Nick Cannon, que había sido el anfitrión de America's Got Talentdurante la carrera de PopLyfe, llamó a Kehlani para preguntarle sobre estar en un grupo de rap. Ella estuvo de acuerdo al principio y se fue a Los Ángeles, pero finalmente no le gustó la dirección del grupo y regresó a Oakland. Para ayudar con el dinero y la comida, decidió comenzar a robar artículos de las tiendas de comestibles por un corto tiempo. Meses después, Kehlani lanzó su primera canción en solitario en SoundCloud, llamada "ANTISUMMERLUV". Cannon la llamó después de escuchar la canción y la instaló en un apartamento en LA, junto con el tiempo del estudio.
En 2016, Kehlani tiene una colaboración inédita con la cantante y compositora estadounidense-alemana, Badriia Ines, conocida también como Bibi Bourelly, y con el DJ, productor musical, músico y cantante estadounidense de EDM, Sonny John Moore, más conocido como Skrillex.
En 2019 editó una mixtape titulada While We Wait. En septiembre del mismo año, lanza el tema "Good Thing" junto al músico, disc jockey y productor ruso-alemán, Anton Zaslavski, conocido por su nombre artístico Zedd. 
El 28 de enero de 2020, se lanzó la canción "Get Me" del cantante, compositor, músico y bailarín canadiense, Justin Bieber, en la que Kehlani aparece y es anunciada para su álbum, titulado "Changes".
En mayo de 2020 editó su disco "It Was Good Until It Wasn't". En él colaboró con artistas como Masego, en Hate The Club, James Blake, en Grieving o Lucky Daye en Can You Blame Me. 
En 2023, Kehlani fue la cabeza de cartel de las actuaciones en concierto en el WNBA All-Star Game y el MLS All-Star Game . El cuarto álbum titulado Crash fue lanzado en 2024 y contó con colaboraciones con Jill Scott , Omah Lay y Young Miko 

## Vida personal
Kehlani afirma ser vegana.
En octubre de 2018, Kehlani anunció que estaba embarazada por primera vez de una niña, siendo el padre Javaughn Young-White, quien es su guitarrista y hermano del comediante Jaboukie Young-White. El 23 de marzo de 2019, Kehlani dio a luz a su hija, Adeya Nomi.
En septiembre de 2019, Kehlani confirmó su relación con el rapero y actor estadounidense YG.
En abril de 2021 Kehlani se identificó como lesbiana, después de haberse identificado anteriormente como bisexual.
En 2021 empezó a salir con la cantante 070 Shake y en 2022 con la jugadora de baloncesto Kiara Russell.
En 2023 Victoria Monét confirmó en un podcast que tuvo una relación con Kehlani y escribió una canción sobre ello "Touch Me", llegando a hacer un remix con Kehlani de dicha canción 

## Discografía
- While we wait (2019)
- It was good until it wasn't (2020)
- Blue water road (2022)
- Crash (2024)